# Friedrich Zängerle
Friedrich „Fritz“ (Johann) Zängerle (* 31. März 1911 in Langen (Hessen); † 29. Dezember 1996) war ein deutscher Gewerkschafter, Betriebsratsvorsitzender der Adam Opel AG und kommunistischer Widerstandskämpfer als Leiter einer von den Nationalsozialisten unentdeckten Widerstandsgruppe im Schnittbau bei Opel.

## Leben
Zängerle wurde als Sohn eines Maurers geboren. Nach seiner Ausbildung und einigen Berufsjahren in Frankfurt wechselte er zur Adam Opel AG nach Rüsselsheim. Er arbeitete von 1936 bis 1974 in der Werkzeugmacherei und später als Betriebsratsmitglied.
Er war über 40 Jahre Metall-Gewerkschafter, erster Betriebsratsvorsitzender der Adam Opel AG und später 29 Jahre freigestellter Opel-Betriebsrat.
Zängerle war Mitglied der KPD. Für seine Partei wurde er 1945 in den Beratenden Landesausschuss entsandt. 1949 war er Mitglied der ersten Bundesversammlung in Bonn. 1953 wurde er zum KPD-Bundestagskandidaten nominiert.
Er war jahrelang Mitglied der Rüsselsheimer Stadtverordnetenversammlung, Stadtverordneter und Mitglied des Stadtparlamentes in der Nachkriegszeit. Weiterhin war er Teilnehmer an der ersten Gründungsversammlung des DGB Deutschen Gewerkschaftsbundes in München, in späteren Funktionen auch Stadt-, Kreis- und Landesdelegierter der Gewerkschaft IG Metall Hessen, der Zängerle über 40 Jahre angehörte.
Er war verheiratet mit Emilie Zängerle (geborene Benz), sie hatten zwei Töchter und wohnten über Jahrzehnte direkt am Opelwerk Rüsselsheim, in der Jakob-Sittmann-Str. 13, hier wurde vor dem Haus auch der Stolperstein verlegt.

## Ehrungen
- 1992 zeichnete das Land Hessen Fritz Zängerle für sein vorbildliches humanes Wirken und ehrenamtliches Engagement mit dem Ehrenbrief des Landes Hessen aus.
- 2005, Zehn Jahre nach seinem Tod wurde eine Werksstraße im Opel-Stammwerk Rüsselsheim nach Fritz Zängerle, als ersten Opelmitarbeiter überhaupt, benannt.
- 2008 wurde für Friedrich Zängerle aufgrund seiner unbeirrten antifaschistischen Haltung und seinem aktiven Widerstand gegen den Nationalsozialismus ein bleibendes Denkmal gesetzt. In einer Feierstunde wurde für Friedrich Zängerle ein Stolperstein vor seinem letzten Wohnsitz in Rüsselsheim verlegt.
- Friedrich Zängerle wurde aufgrund seines ehrenamtlichen und sozialen Engagements mehrfach für die Aktion "Leuchtende Vorbilder", als leuchtendes Vorbild der Stadt Rüsselsheim vorgeschlagen. Wann Friedrich Zängerle im Rüsselsheimer Plenarsaal für die Nachwelt in Form einer Lichtinstallation verewigt wird, muss ein Gremium der Kulturpreisträger, die Stadtverordnetenversammlung und letztendlich der Rüsselsheimer Ältestenrat entscheiden.